# Günter Ralfs

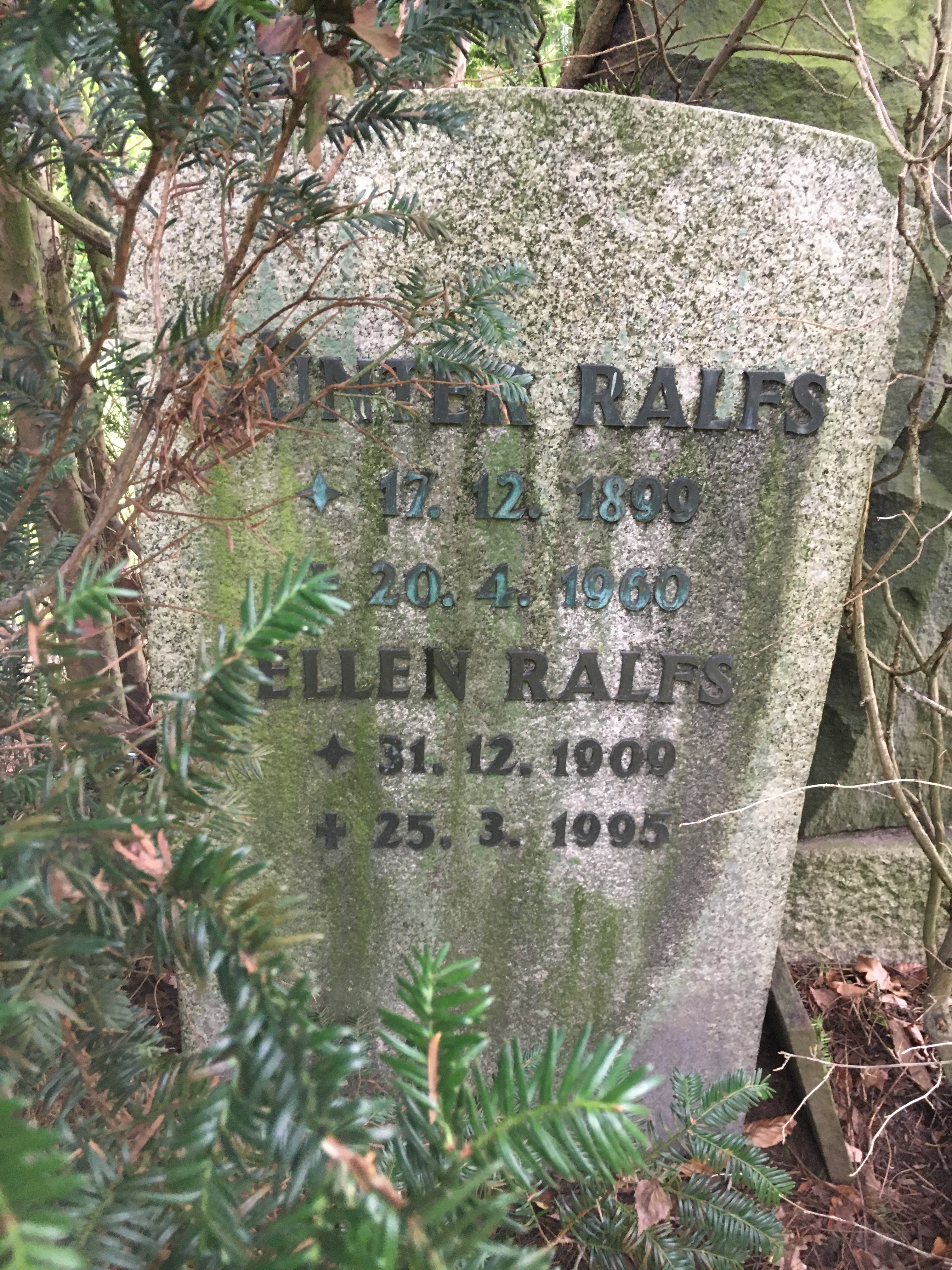
Grabstätte von Günter Ralfs auf dem Friedhof Ohlsdorf

Günter Ralfs (* 17. Dezember 1899 in Braunschweig; † 20. April 1960 auf Rhodos) war ein deutscher Philosoph und Schüler Heinrich Rickerts.

## Leben und Werk
Ralfs verbrachte bis 1917 seine Kinder- und Jugendjahre in Braunschweig. Seine Teilnahme am Ersten Weltkrieg beendete vorzeitig die Schulzeit. Nach Kriegsende studierte er Philosophie an den Universitäten Berlin und München, anschließend in Heidelberg bei Heinrich Rickert, dessen Schüler er wurde. Seine bei ihm 1925 fertiggestellte Dissertation Das Irrationale im Begriff ist ein metalogischer Versuch der Abwehr gegen einen rein logisch-erkenntnistheoretisch verfahrenden Neukantianismus.
Um noch bestehende Folgen einer durch Senfgaseinsatz in dem Krieg erworbenen Gelbkreuzvergiftung ausheilen zu lassen, zog sich Ralfs für mehrere Jahre auf die Ostsee-Halbinsel Darß zurück. In dieser Zeit erschien 1931 sein Buch Sinn und Sein im Gegenstande der Erkenntnis: eine transzendental-ontologische Erörterung, die, den Gedankengang der Dissertation weiterführend, zwischen phänomenologischer Anschauung und neukantianischer Begriffsbildung eine Brücke schlägt.
Nach 1935 erfolgter Habilitierung an der Universität Hamburg wandte er sich der Gedankenwelt des in Vergessenheit geratenen idealistischen Philosophen Heinrich Freiherr von Stein zu. Früh vermittelt durch seinen Lehrer am Martino-Katharineum Braunschweig, den Altphilologen Richard Elster (1861–1931), befasste er sich seit längerem mit ihm. In drei Veröffentlichungen beabsichtigte Ralfs eine Vergegenwärtigung dessen platonischer und spinozistischer Denkgehalte, die der NS-Zeit enthoben zu sein schienen. Außerdem schrieb er den Aufsatz Arthur Schopenhauer. System und Gestalt von 1938.
Im Jahre 1937 wurde Günter Ralfs Mitglied der NSDAP.
Ralfs platonisch idealistische Rückbesinnung, von der er selbst einen pessimistisch anti-idealistischen Schopenhauer bestimmt sein ließ, brach bei Kriegsausbruch 1939, als er als Soldat einrückte, jäh und tief ein. Nach seiner Rückkehr aus der Kriegsgefangenschaft nahm Ralfs im Herbst 1945 seine Lehrtätigkeit in Hamburg wieder auf, „um der Jugend Richtung und Halt zu geben“ (Hermann Glockner). Ralfs’ späte Hamburger Lehrtätigkeit war einerseits durch die Wiederaufnahme pädagogisch erzieherischer Vermittlung sittlicher Werte an eine desillusionierte Nachkriegsjugend, andererseits durch das Bedürfnis, die eigenen Lehrgehalte denkerisch weiterzuentwickeln, geprägt.
Sein Schüler Hanspeter Sommerhäuser (* 1930), der 1951 das Studium der Philosophie, Germanistik und Geschichte in Hamburg aufnahm, schloss es mit einer durch Ralfs betreuten, jedoch wegen dessen frühen Tod beratend nicht zu Ende geführten Dissertation Emil Lask in der Auseinandersetzung mit Heinrich Rickert (Hamburg 1965) ab.
Günter Ralfs fand seine letzte Ruhestätte auf dem Friedhof Ohlsdorf. Sie befindet sich im Planquadrat AD 8 südlich von Kapelle 8.

## Hauptschriften
- Das Irrationale im Begriff. Ein metalogischer Versuch (= Heidelberger Abhandlungen zur Philosophie und ihrer Geschichte, Band 4), Mohr, Tübingen 1925, (Dissertation Universität Heidelberg 1924, IV, 91 Seiten, 8°).
- Sinn und Sein im Gegenstande der Erkenntnis. Eine transzendental-ontologische Erörterung (= Heidelberger Abhandlungen zur Philosophie und ihrer Geschichte, Bd. 23), Tübingen 1931, VI, 146 S.
- Heinrich von Stein als Lehrer und Erzieher. Tagebuchaufzeichnungen von Richard Elster. Hrsg. v. Günter Ralfs. In: Zeitschrift für deutsche Kulturphilosophie. Bd. 2., 1936, S. 160–193
- Heinrich von Stein. Versuch einer Deutung. 1938
- Idee und Welt. Das Werk des Philosophen und Dichters Heinrich von Stein. Ausgew. u. mit d. Dokumenten seines Lebens hrsg. v. Günter Ralfs. 1940
- Lebensformen des Geistes. Vorträge und Abhandlungen, Kantstudien, Ergänzungshefte, Hrsg. v. Ingeborg Heidemann, Bd. 86. Köln 1964, 344 S.
- Stufen des Bewußtseins. Vorlesungen zur Erkenntnistheorie. Hrsg. v. Hermann Glockner, Kantstudien, Ergänzungshefte, hrsg. v. Ingeborg Heidemann. Bd. 91. Köln 1965, 284 S.